# Beishi (Baoding)
Beishi (chinesisch 北市区, Pinyin Běishì Qū – „Nordstadt“) ist ein nordchinesischer Stadtbezirk der bezirksfreien Stadt Baoding in der Provinz Hebei hat eine Fläche von 75,6 km² und zählt 242.700 Einwohner (2002).

## Administrative Gliederung
Auf Gemeindeebene setzt sich der Stadtbezirk aus fünf Großgemeinden und drei Gemeinden zusammen.